# 西郷正道
西郷 正道（さいごう まさみち、1953年 - 2024年5月27日）は、日本の農林水産技官・外交官。明治の元帥西郷従道の曾孫で、農林水産省技術総括審議官、同省顧問等を経て、駐ネパール特命全権大使。退官後、公益財団法人大日本農会副会長。

## 人物
東京都出身。西郷隆盛の弟で元帥海軍大将の西郷従道は曽祖父。女優の西郷真悠子は娘。1975年東京都立戸山高等学校卒業。1979年筑波大学第二学群生物学類卒業。
ゾウリムシ研究者を志したが大学院入試に2回不合格となり、1980年農林水産省に技術系（農芸化学）として入省。東京肥飼料検査所管理課に配属される。1988年から1991年まで外務省在インド日本国大使館に出向。
農林水産省では環境対策室長、環境バイオマス政策課長、生産振興審議官等を経て、技術系トップの技術総括審議官兼農林水産技術会議事務局長を務めた。2017年退官、顧問。2018年駐ネパール特命全権大使。2021年3月26日付でネパール大使辞職。
2021年8月1日より、公益財団法人大日本農会技術顧問を務め、のち、同副会長兼専務理事、農林水産奨励会参与。
2024年5月27日死去。68歳没。叙正四位、瑞宝中綬章追贈。

## 経歴
- 国家公務員上級甲種（農芸化学）試験合格
- 1980年4月 農林水産省入省（東京肥飼料検査所管理課）
- 1991年 農林水産技術会議事務局国際研究課課長補佐
- 農産園芸局農産課環境保全型農業対策室課長補佐
- 農産園芸局肥料機械課課長補佐[22]
- 2001年1月 大臣官房企画評価課環境対策室長
- 2003年7月 内閣府食品安全委員会事務局リスクコミュニケーション官
- 2006年9月 農林水産技術会議事務局研究開発企画官兼大臣官房
- 2007年7月 大臣官房環境政策課長
- 2011年 農林水産技術会議事務局研究総務官
- 2013年 大臣官房生産振興審議官兼生産局
- 2015年 大臣官房技術総括審議官兼農林水産技術会議事務局長
- 2017年 退官
- 2018年 駐ネパール特命全権大使
- 2021年 辞職

## 主な論文・寄稿文
- 西郷正道「OECDでの農業環境指標の開発 (特集 農業と環境)」『月刊JA』第42巻第12号、全国農業協同組合中央会、1996年12月、28-33頁、ISSN 09180745、NAID 40004944217。
- 西郷正道「農林水産省における環境関連施策の概要 (特集 平成13年度関係省庁の環境政策と予算案)」『生活と環境』第46巻第2号、日本環境衛生センター、2001年2月、37-40頁、ISSN 00371025、NAID 40002017478。
- 近藤一海, 佐々木珠美, 湯川剛一郎, 西郷正道「コメントと実態報告 コメント1 コメント2 コメント3 コメント4」『フードシステム研究』第12巻第2号、日本フードシステム学会、2005年、59-68頁、doi:10.5874/jfsr.12.2_59、ISSN 1341-0296、NAID 130001994577。
- 西郷正道, 横田久美「「魚介類等に含まれるメチル水銀に係る食品健康影響評価」に関するリスクコミュニケーション」『食品衛生学雑誌』第47巻第4号、日本食品衛生学会、2006年8月、"J-255"-"J-258"、ISSN 00156426、NAID 10020350020。
- 西郷正道「生物多様性戦略がもたらす持続的農林水産業 (特集 霞が関発、ビジネスチャンスの創出--政策による新たな市場形成に向けて)」『時評』第50巻第1号、時評社、2008年1月、37-41頁、NAID 40015770241。
- 西郷正道「農林水産物の機能性表示の推進について (特集 食品機能表示)」『医と食』第7巻第4号、生命科学振興会「医と食」編集部、2015年8月、189-193頁、ISSN 1883-6658、NAID 40020630304。